# Diocesi di Scarfea
La diocesi di Scarfea (in latino: Dioecesis Scarpheaensis) è una sede soppressa e sede titolare della Chiesa cattolica.

## Storia
Scarfea è un'antica sede vescovile della Grecia, collocata nei pressi delle Termopili. È assente nelle più antiche Notitiae Episcopatuum. Le Quien attribuisce a Scarfea un solo vescovo, Zoilo, che sottoscrisse nel 458 la lettera dei vescovi della Grecia all'imperatore Leone I dopo la morte di Proterio di Alessandria. La diocesi fu presumibilmente soppressa a seguito delle prime invasioni barbariche.
Dal 1933 Scarfea è annoverata tra le sedi vescovili titolari della Chiesa cattolica; la sede finora non è mai stata assegnata.

## Cronotassi dei vescovi greci
- Zoilo † (menzionato nel 458)